# سریوس سم: رویارویی دوباره
سریوس سم: رویارویی دوباره (به انگلیسی: Serious Sam: The Second Encounter) بازی ویدئویی تیراندازی اول شخص است که توسط کروتیم توسعه یافته و در و توسط گدرینگ دولوپرز منتشر شده است. این بازی اولین بار در ۵ فوریه ۲۰۰۲ برای مایکروسافت ویندوز منتشر شد. این دومین قسمت از سری سریوس سم: رویارویی است، نسخه اول این بازی یک سال قبل منتشر شد. در نسخه اکس باکس این بازی، نسخه اول و دوم باهم ترکیب و در یک بازی منتشر شدند. در سال ۲۰۰۹ و ۲۰۱۰ از این بازی بازسازی به اصطلاح عامیانه (ریمیک) شد و بر روی سیستم عامل مایکروسافت ویندوز منتشر شد؛ و بعداً بر روی اکس‌باکس ۳۶۰، نینتندو سوئیچ، پلی‌استیشن ۴ و اکس‌باکس وان نیز انتشار یافت.
در این سری شخصیت «سم ماجراجو» با نیروهای فرازمینی مبارزه می‌کند، که به دنبال تسلط بر دنیا و نابودی بشریت هستند.
طرفداران این بازی یک بسته الحاقی بنام سریوس سم: طلایی ساخته‌اند که در آن یک نقشه اضافی بنام جزیره تاریک وجود دارد. در نسخه انگلستانی این بازی که روی سیدی عرضه شده‌اند ظاهر شخصیت سم ماجراجو با ظاهر او در نسخه اول فرقی نمی‌کند. پس از انتشار نسخه‌های بازسازی شده (ریمیک) شده سازندگان بازی برای جلوگیری از سردرگمی مردم افزونه کلاسیک را به نام بازی اضافه کردند تا مردم دچار اشتباه در خرید نشوند.

## گیم‌پلی
سازندگان بازی تمام تلاش خود را کردند که تشابهی بین نسخه اول و دوم این بازی نباشد بنابراین تغییراتی را در سیستم کشتن ایجاد کردند برای مثال حمله کردن گروهی و منطقه دفاعی. تقریباً هیچ تغییری در گیم پلی بازی نسبت به نسخه اول صورت نگرفته است، اما تغییراتی همچون شکل محیط بازی و بافت‌های بازی ایجاد شده است. در گیمپلی یک ویژگی به دشمنان داده است تا بتوانند بخش‌هایی از محیط بازی را فاقد جاذبه یا بدون جاذبه کنند.
بازی دارای ۷ نوع دشمن جدید و ۴ نوع سلاح جدید از جمله اره زنجیری، تفنگ تک‌تیرانداز، شعله‌افکن و بمب مدل سریوس سم است که روی آن علامت بازی به چشم می‌خورد. استفاده از این بمب به طوری است که در صورتی که شما نتوانید دشمنان را شکست دهید و مبارزه سخت شود شما می‌توانید از این بمب استفاده کنید. تمامی سلاح‌ها و دشمنان نسخه قبل در این بازی وجو دارند و نسبت به نسخه‌های قبلی تغییری نکرده است. برخلاف بازی اول که در آن یک غول مرحله آخر به اصطلاح عامیانه (باس فایت) وجود داشت در این نسخه ۳ باس فایت وجود دارد. بازی ۴ کیت شفابخش به اصطلاح (پاور آپ) دارد که سرعت قدرت و جان را افزایش می‌دهد.
گیمپلی حالت چند نفره بازی هم مشابه نسخه اول است و تغییری نداشته است. همان‌طور که اشاره شد یک بسته الحاقی که طرفداران آن را ساخته‌اند یک نقشه بنام جزیره سیاه دارد که در صورت نصب این نقشه در هر دو حالت تک نفره و چند نفره پدیدار می‌شود.

## داستان
داستان این نسخه از جایی شروع می‌شود که اولین نسخه تمام شد جایی که سم با سفینه سنترپرایس به سیاره سیریوس سفر می‌کند. سفینه فضایی به‌طور تصادفی توسط "Croteam Cate-bus" برخورد می‌کند سقوط می‌کند. زمانی که سفینه در حال سقوط است سم با خواندن مختصات سفینه متوجه این می‌شود که سفینه در مصر سقوط کرده‌است، اما ناگهان متوجه می‌شود در کشور مایا در آمریکای مرکزی سقوط می‌کند. اما سم ناامید نمی‌شود، زیرا یک سفینه نجات دی آن ابر سفینه موجود بود، که در صورت که برای سقوط ایمن بود…

## توسعه
کروتیم برای این نسخه از بازی یک تور گرافیکی اختصاصی ساخته است. این موتور که «موتور سریوس» نام دارد، وضوح و کیفیت بافت بالایی دارد و هدف اصلی آن نیز همین بوده است. اکثر موتورهای گرافیکی اول شخص فاصله دید محدودی دارند اما سریوس این‌طور نیست و انتخاب فاصله دید را برای کاربران آزاد می‌گذارد. این موتور بسیار بهینه است زیرا شکل اشیاء را هنگام حرکت سریع بازکن حفظ می‌کند و موتورهای گرافیکی همچون آنریل انجین را به چالش می‌کشد. «سریوس انجین» می‌تواند از طریق دایرکت‌تری‌دی یا اوپن‌جی‌ال رندر شود در صورت تمایل برای استفاده از این موتور شما باید ابتدا از شرکت سازنده مجوز دریافت کنید.
شرکت سازنده یک نسخه ارتقاء یافته برای ساخت بازی سریوس سم دو از این متور ساخت که حال به عنوان سریس انجین ۲ از این موتور یاد می‌شود. این موتور از بسیاری از ویژگی‌های کارت گرافیک‌های جدید مثل بلوم سایه زنی و اچ‌دی‌ار نیز پشتیبانی می‌کند.
برای نسخه‌های بازسازی شده نیست این موتور ارتقاء یافت و سریوس اینجین ۳ نام گرفت.
آخرین نسخه این موتور سریوس اینجین ۴ است که کروتیم در جدیدترین بازی خود، (The Talos Principle) از آن استفاده کرده است.
در سال ۲۰۱۶ موتور این بازی به صورت رایگان انتشار یافت.
موسیقی متن رویارویی دوباره شامل سه آهنگ ساز از گروه هنری متال کروات آندرکد بود.

## نسخه اکس‌باکس
در ۱۲ نوامبر ۲۰۰۲ نسخه اول و دوم با هم ترکیب و در قالب یک بازی برای اکس‌باکس انتشار یافتند. این نسخه کاهش گرافیک داشت و با نسخه رایانه‌های شخصی تفاوت کلانی داشت.
سطح گرافیکی اکس‌باکس به دلیل محدودیت‌ها حافظهٔ این کنسول بسیار متفاوت نسبت به نسخه رایانه شخصی است. ولی سازندگان تمام تلاش خود را کرده‌اند تا دور تر از نسخه اصلی نروند.
تغییراتی همچون اضافه شدن لوت باکس نیز در بازی به وجود آمده است.

## بازسازی
بعد از اینکه استودیو ۲کی گیمز از سری بازی سریوس سم ناامید شد کرو تیم را فروخت کروتیم با همکاری چند استودیو دیگر این دو بازی را بازسازی کرد.

## نمرات
| گردآورنده | امتیاز                  |
| --------- | ----------------------- |
| متاکریتیک | PC: 85/100 Xbox: 75/100 |

| ناشر                 | امتیاز                  |
| -------------------- | ----------------------- |
| کامپیوتر گیمینگ ورلد | [ ۱۰ ]                  |
| گیم‌اسپات             | PC: 9.1/10 Xbox: 8.5/10 |
| آی‌جی‌ان               | PC: 9.2/10 Xbox: 7.7/10 |

## نکته
1. ↑  نسخه اکس‌باکس (برند) توسط Gotham Games منتشر شده‌است.